# Kostel svatého Vavřince (Dlouhý Most)
Kostel svatého Vavřince v Dlouhém Mostě je barokní sakrální stavbou pocházející z období protireformace. Kostel stojí na vyvýšeném okraji obce u hřbitova, na místě bývalého protestantského dřevěného kostela. Je chráněn jako kulturní památka České republiky.

## Historie

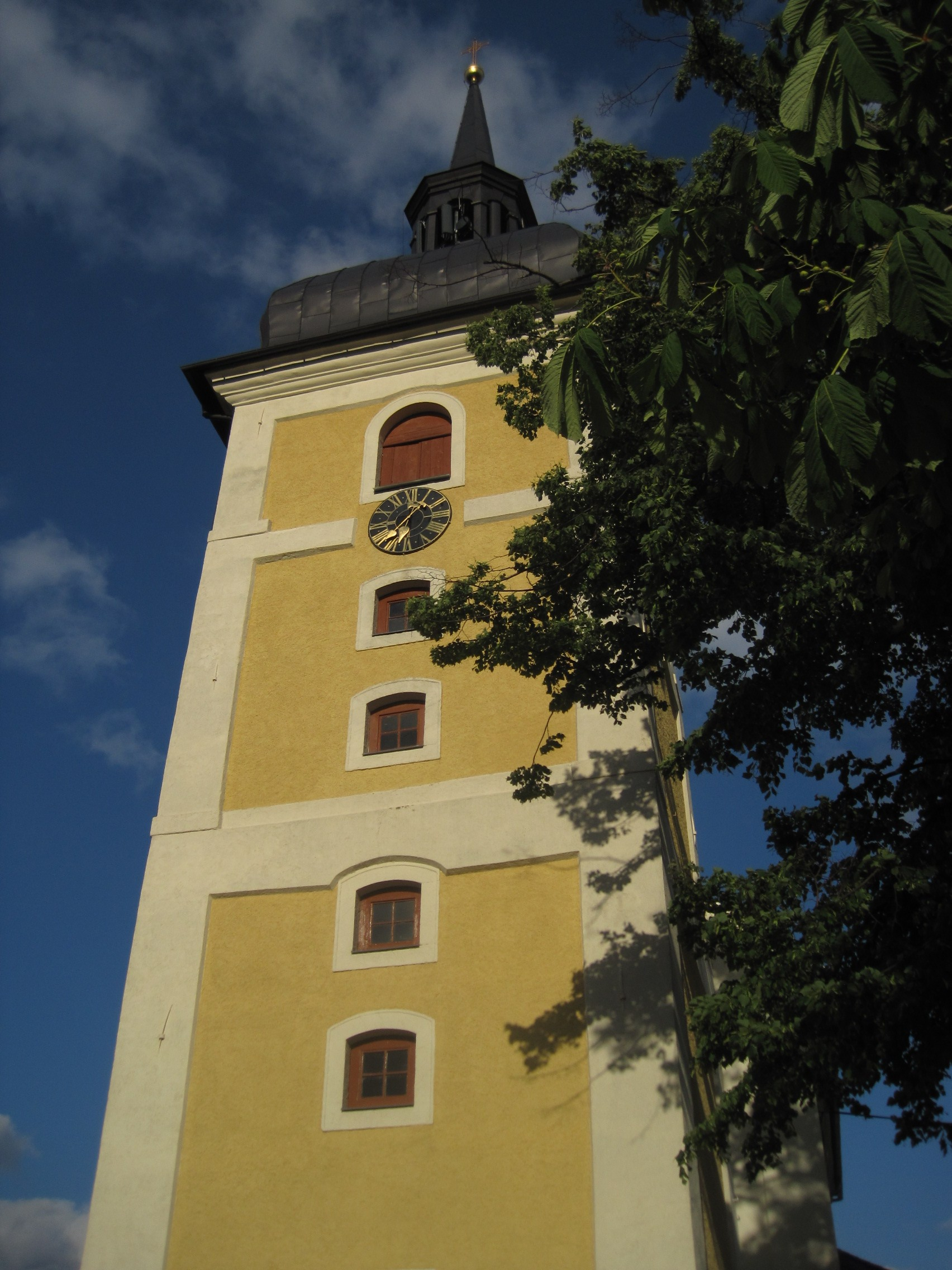
Věž kostela sv. Vavřince

Se stavbou kostela se začalo v roce 1696. O tři roky později byl kostel dokončen a 23. dubna 1699 slavnostně vysvěcen. V roce 1711 byla ke kostelu přistavěna mohutná a z dálky viditelná věž, která má téměř 2 metry silné zdi s poměrně úzkými okny.

## Architektura
Je to podélný kostel s jižní předsíní a pravoúhlým presbytářem, které je členěno lizénami a mohutnou západní věží. Věž byla ke kostelu přistavěna roku 1711 a upravována v letech 1792 a 1862. Vnitřek lodi je ploše krytý. Kněžiště má křížovou klenbu. Lomená kruchta kostela je zděná a dvoupatrová.

## Vybavení kostela
Zařízení pochází z 19. století a je ve stylu pozdního baroka. Hlavní oltář pocházející z roku 1818 je sloupový a portálový. Jeho autorem je liberecký řezbář Ginzel. Oltářní obraz sv. Vavřince namaloval Jakob Ginzel. Také boční oltář sv. Jana Nepomuckého je téhož původu. Oltář Panny Marie je pseudobarokní z roku 1882. Je doplněn obrazem od A. Löfflera z Rychnova. Gotická kamenná vázovitá křtitelnice pochází z období kolem roku 1500. Autorem obrazů křížové cesty z let 1833-1834, která jsou kopiemi obrazů starých mistrů, je také J. Ginzel.

## Okolí kostela

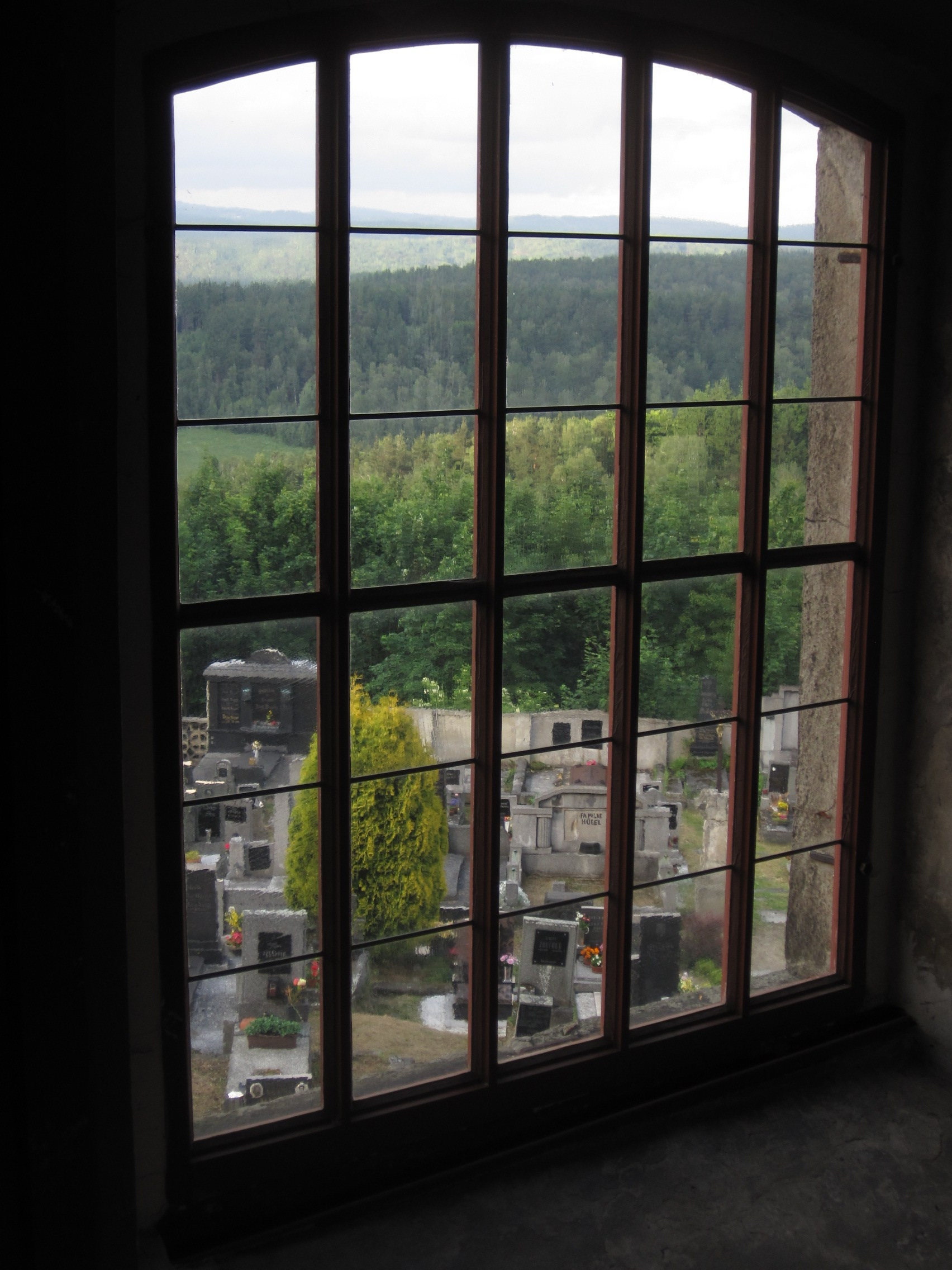
Výhled z okna kostela sv. Vavřince

Naproti kostelu stojí jednopatrová pozdně barokní fara z roku 1787 a při kněžišti kostela je na kamenném podstavci litinová socha sv. Jana Nepomuckého z 2. poloviny 19. století.